# Argentan
Argentan är en kommun i departementet Orne i regionen Normandie i nordvästra Frankrike. Kommunen är chef-lieu över 2 kantoner som tillhör arrondissementet Argentan. År 2022 hade Argentan 13 494 invånare.

## Befolkningsutveckling
Antalet invånare i kommunen Argentan
| Referens: INSEE |